# Zdravotnický záchranář

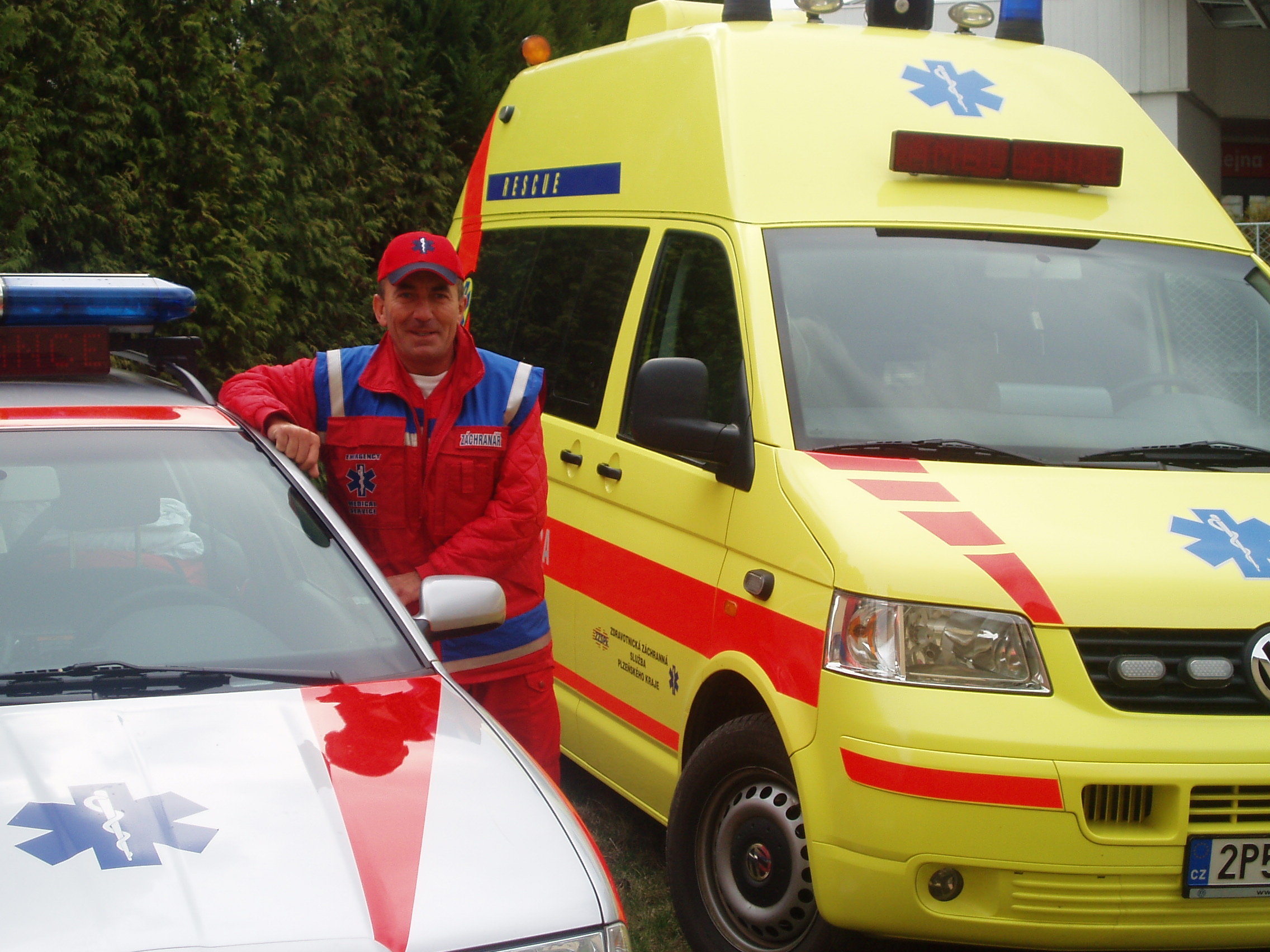
Zdravotnický záchranář

Zdravotnický záchranář je zdravotnický pracovník nelékařského zdravotnického povolání, který vykonává činnosti podle vyhlášky č.55/2011 sb., o činnostech zdravotnických pracovníků a jiných pracovníků, v §17 a 109.

## Odborná způsobilost

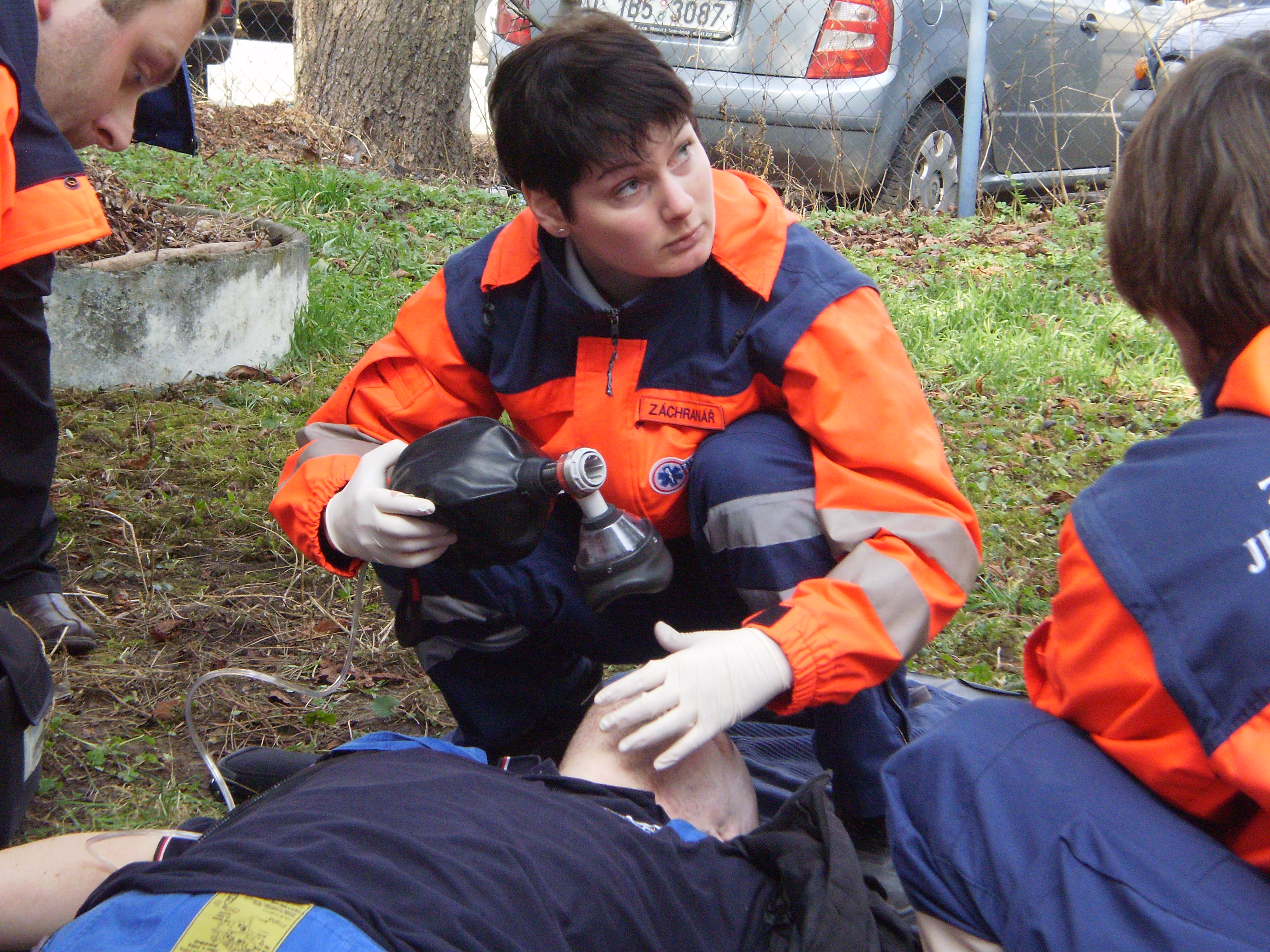
Záchranářka Zdravotnické záchranné služby Jihomoravského kraje

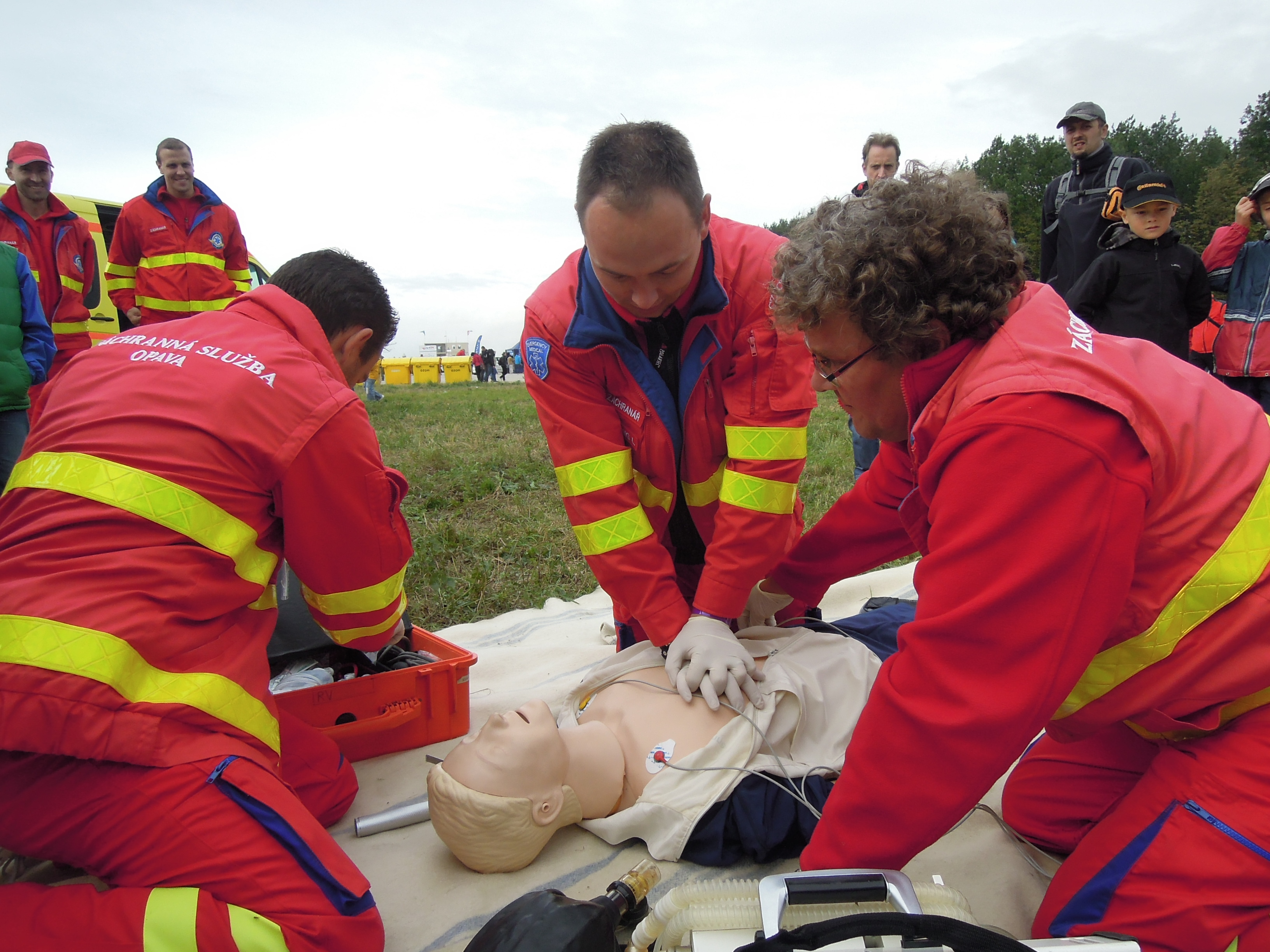
Záchranáři Zdravotnické záchranné služby Moravskoslezského kraje při kardiopulmonální resuscitaci

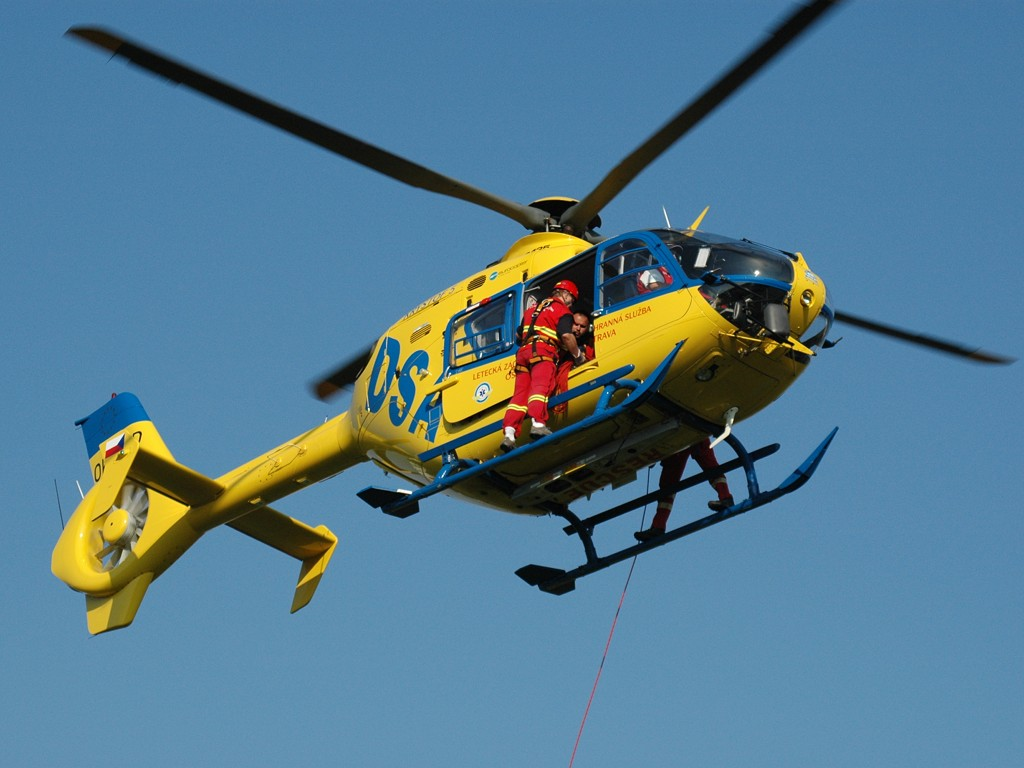
Záchranáři letecké záchranné služby

Odborná způsobilost k výkonu tohoto povolání se získává absolvováním:
- studiem na střední zdravotnické škole v oboru zdravotnický záchranář, pokud bylo studium prvního ročníku zahájeno nejpozději ve školním roce 1998/1999.

- nejméně tříletého studia v oboru diplomovaný zdravotnický záchranář na vyšších zdravotnických školách, pokud bylo studium prvního ročníku zahájeno nejpozději ve školním roce 2018/2019.
- akreditovaného zdravotnického bakalářského studijního oboru pro přípravu zdravotnických záchranářů

Rámcový vzdělávací program
- záchranář pro urgentní medicínu – nový obor specializačního vzdělávání zdravotnických záchranářů. Zakončen atestační zkouškou dle § 60 zákona č. 96/2004 Sb.

Zdravotnický záchranář, který získal odbornou způsobilost podle odstavce c), může vykonávat své povolání bez odborného dohledu až po 3 letech výkonu povolání zdravotnického záchranáře. Do té doby musí vykonávat své povolání pouze pod odborným dohledem.
Za výkon povolání zdravotnického záchranáře se považuje činnost v rámci specifické ošetřovatelské péče na úseku neodkladné, anesteziologicko-resuscitační péče a akutního příjmu. Dále se zdravotnický záchranář podílí na neodkladné léčebné a diagnostické péči.
Zdravotnický záchranář po získání odborné způsobilosti poskytuje zdravotní péči v souladu s právními předpisy a standardy. Dbá na dodržování hygienicko-epidemiologického režimu v souladu se zvláštními právními předpisy. Vede zdravotnickou dokumentaci a další dokumentaci vyplývající ze zvláštních právních předpisů, pracuje s informačním systémem zdravotnického zařízení. Poskytuje pacientovi informace v souladu se svou odbornou způsobilostí, případně pokyny lékaře. Podílí se na praktickém vyučování ve studijních oborech k získání způsobilosti k výkonu zdravotnického povolání uskutečňovaných středními školami a vyššími odbornými školami, v akreditovaných zdravotnických studijních programech k získání způsobilosti k výkonu zdravotnického povolání uskutečňovaných vysokými školami v České republice a ve vzdělávacích programech akreditovaných kvalifikačních kurzů. Podílí se na přípravě standardů.
Zdravotnický záchranář dále poskytuje bez odborného dohledu a bez indikace v rámci přednemocniční neodkladné péče, včetně letecké záchranné služby a v rámci akutního příjmu, specifickou ošetřovatelskou péči. Přitom zejména:
- monitoruje a hodnotí vitální funkce včetně snímání elektrokardiografického záznamu, průběžného sledování a hodnocení poruch rytmu vyšetření a monitorování pulzním oxymetrem
- zajišťuje periferní žilní vstup
- provádí orientační laboratorní vyšetření určená pro urgentní medicínu a orientačně je posuzuje
- obsluhuje a udržuje vybavení všech kategorií dopravních prostředků, řídí pozemní dopravní prostředky, a to i v obtížných podmínkách jízdy s využitím výstražných zvukových a světelných zařízení
- provádí první ošetření ran, včetně zástavy krvácení
- zajišťuje nebo provádí bezpečné vyproštění, polohování, imobilizaci a transport pacientů a zajišťuje bezpečnost pacientů během transportu
- podílí se na řešení následků hromadných neštěstí v rámci integrovaného záchranného systému
- zajišťuje v případě potřeby péči o tělo zemřelého
- zajišťuje přejímání, kontrolu a uložení léčivých přípravků, manipulaci s nimi a jejich dostatečnou zásobu
- zajišťuje přejímání, kontrolu a uložení zdravotnických prostředků a prádla, manipulaci s nimi, jejich dezinfekci a sterilizaci a jejich dostatečnou zásobu
- vede a udržuje zdravotnickou dokumentaci.

Zdravotnický záchranář se v rámci přednemocniční neodkladné péče, včetně letecké záchranné služby a v rámci akutního příjmu, podílí bez odborného dohledu na základě indikace lékaře na poskytování diagnostické a léčebné péče. Přitom zejména:
- provádí kardiopulmonální resuscitaci s použitím ručních křísících vaků, včetně defibrilace srdce
- zajišťuje dýchací cesty dostupnými pomůckami, zavádí a udržuje inhalační kyslíkovou terapii, zajišťuje přístrojovou ventilaci s parametry určenými lékařem, pečuje o dýchací cesty pacientů i při umělé plicní ventilaci
- podává léčivé přípravky, včetně krevních derivátů
- spolupracuje při zahájení aplikace transfuzních přípravků a ošetřuje pacienta v průběhu aplikace a ukončuje ji
- provádí katetrizaci močového měchýře dospělých a dívek nad 10 let
- odbírá biologický materiál na vyšetření
- asistuje při překotném porodu a provádí první ošetření novorozence.